# Zasagt khan
Pour les articles homonymes, voir Zasagt khan aimag.
Zasagt khan (mongol : ᠵᠠᠰᠠᠭᠲᠤ
ᠬᠠᠨ, cyrillique : Засагт хан, MNS : Zasagt khan), autrefois translittéré en Tsetsen-khan en français, est le titre du dirigeant de la ligue Setsen Khan ou Setsen Khan aïmag (mongol : ᠵᠠᠰᠠᠭᠲᠤ
ᠬᠠᠨ
ᠠᠶᠢᠮᠠᠭ, cyrillique : Засагт хан аймаг, MNS : Zasagt khan aimag ; 车臣汗国, chēchén hànguó, « khanat Setsen » ; chinois : 札萨克图汗部 ; pinyin : zhásàkètú hànbù), un aimag (ligue), de Mongolie-Extérieure (actuelle Mongolie), sous le régime des ligues et bannières de la dynastie Qing, à partir de 1691, remplaçant ainsi le pouvoir du Altan Khan des Khotogoid et jusqu'à 1923, année précédant la mise en place de la République populaire mongole (1924-1992).